# レーガン/大統領暗殺未遂事件
『レーガン/大統領暗殺未遂事件』（レーガン だいとうりょうあんさつみすいじけん、英語:The Day Reagan Was Shot）は、サイラス・ナウレステ監督・脚本、オリバー・ストーン製作総指揮による2001年のアメリカ合衆国のテレビ映画である。リチャード・ドレイファスがアレクサンダー・ヘイグ役、リチャード・クレンナがロナルド・レーガン役を務め、他にマイケル・マーフィー、ホランド・テイラー、ケネス・ウェルシュ、コルム・フィオールが出演している。

## プロット
この映画は1981年3月30日のジョン・ヒンクリー・ジュニアによるレーガン大統領暗殺未遂事件に大まかに基づいており、メディアによる大騒ぎ、閣僚間及び閣僚と大統領補佐官たちの間の対立により統制が失われた状況やソ連のミサイル等を巡る架空の国家安全保障上の危機が描かれている。

## キャスト
- アレクサンダー・ヘイグ - リチャード・ドレイファス
- ロナルド・レーガン - リチャード・クレンナ
- キャスパー・ワインバーガー - コルム・フィオール
- マイケル・ディーバー（英語版） - マイケル・マーフィー
- ナンシー・レーガン - ホランド・テイラー
- ジェイムズ・ベイカー - ケネス・ウェルシュ
- エドウィン・ミース（英語版） - レオン・ポーノール（英語版）
- リチャード・V・アレン（英語版） - ロバート・ボックスタール
- ケイジ特別捜査官 - ボー・スター（英語版）
- アラード博士 - アレックス・カーター（英語版）
- グレゴリオ博士 - アンドリュー・ターベット
- ジョン・ヒンクリー・ジュニア - クリスチャン・ロイド
- ドナルド・リーガン - シーン・マッキャン（英語版）
- ウィリアム・J・ケーシー（英語版） - ジャック・ジェソップ
- ジェイムズ・ブレイディ - ジョン・コノリー
- サラ・ブレイディ（英語版） - アンジェラ・ゲイ
- ジョージ・H・W・ブッシュ - マイケル・グリーン
- バディ・スタイン - ヤニック・ビッソン（英語版）
- テイラー中佐 - フランク・ムーア
- イェーツ統合参謀本部議長 - ケン・ジェームズ
- デヴィッド・ガーゲン（英語版） - オリヴァー・デニス
- ウィリアム・F・スミス（英語版） - バーナード・ベーレンス
- サリー看護師 - ティファニー・ベル
- カーカスFBI捜査官 - ウェイン・ベスト
- ホワイトハウス記者 - クリストファー・ボンディ
- ホワイトハウス記者 - ブレンダン・コナー（英語版）
- リン・ノフジガー（英語版） - ニール・クローン（英語版）
- ジェームズ - ジェームズ・ダウニング
- 放送局アンカー - ダン・デュラン（英語版）
- 夜間ニュースの司会者 - グレッグ・エルワンド

## 受賞とノミネート
| 団体                     | 部門                               | 候補                            | 結果       |
| ------------------------ | ---------------------------------- | ------------------------------- | ---------- |
| アメリカ映画編集者協会賞 | 非コマーシャル・テレビ映画編集賞   | ポール・セイダー                | 受賞       |
| サテライト賞             | ミニシリーズ・テレビ映画主演男優賞 | リチャード・ドレイファス        | 受賞       |
| サテライト賞             | テレビ映画作品賞                   | 『レーガン/大統領暗殺未遂事件』 | 受賞       |
| 全米映画俳優組合賞       | ミニシリーズ・テレビ映画男優賞     | リチャード・ドレイファス        | ノミネート |